# Luke (Maryland)
Luke è un comune degli Stati Uniti d'America, situato nello stato del Maryland, nella contea di Allegany.